# Малые Барсучины (Толочинский район)
Малые Барсучины (бел. Малыя Барсучыны) — деревня в Толочинском районе Витебской области Беларуси.
Население — 0 человек (2019).
В Российской империи — застенок в Обчугской волости Сенненского уезда Могилёвской губернии. Во времена СССР — деревня в Плосковском сельсовете Толочинского района.
В деревне сохранилась усадебная хозпостройка, предположительно XIX века. Но по свидетельству одного из местных жителей — в постройке был найден вмурованный кирпич с датой 1500-х гг.